# Levin Markus Cohen
Levin Markus Loeb Cohen (* 1723; † 7. März 1790 in Berlin) war ein jüdischer Kaufmann, Bankier, Juwelier und Münzkommissär in Berlin.

## Leben
Markus Levin war ein Sohn von Levin (Mordechai Cohen) Marcus und Rahel Cohen und trat unter verschiedenen Namen auf, darunter Mordechai Loeb Cohen, Levin Marcus Cohn, Levin Marcus Cohen, Loeb Cohen. Er war Hoffaktor unter Friedrich dem Großen in Berlin und Münzkommissär unter Veitel Ephraim. Im Siebenjährigen Krieg gelangte er durch Münzabwertung, den sogenannten Ephraimiten, zu Reichtum.
Mit Chaie Moses Levin hatte er mehrere Kinder. Die älteste Tochter war die Schriftstellerin Rahel Varnhagen von Ense. Ihr jüngerer Bruder war der Schriftsteller Ludwig Robert.